# St. Cyriaki und Nicolai (Schwenda)

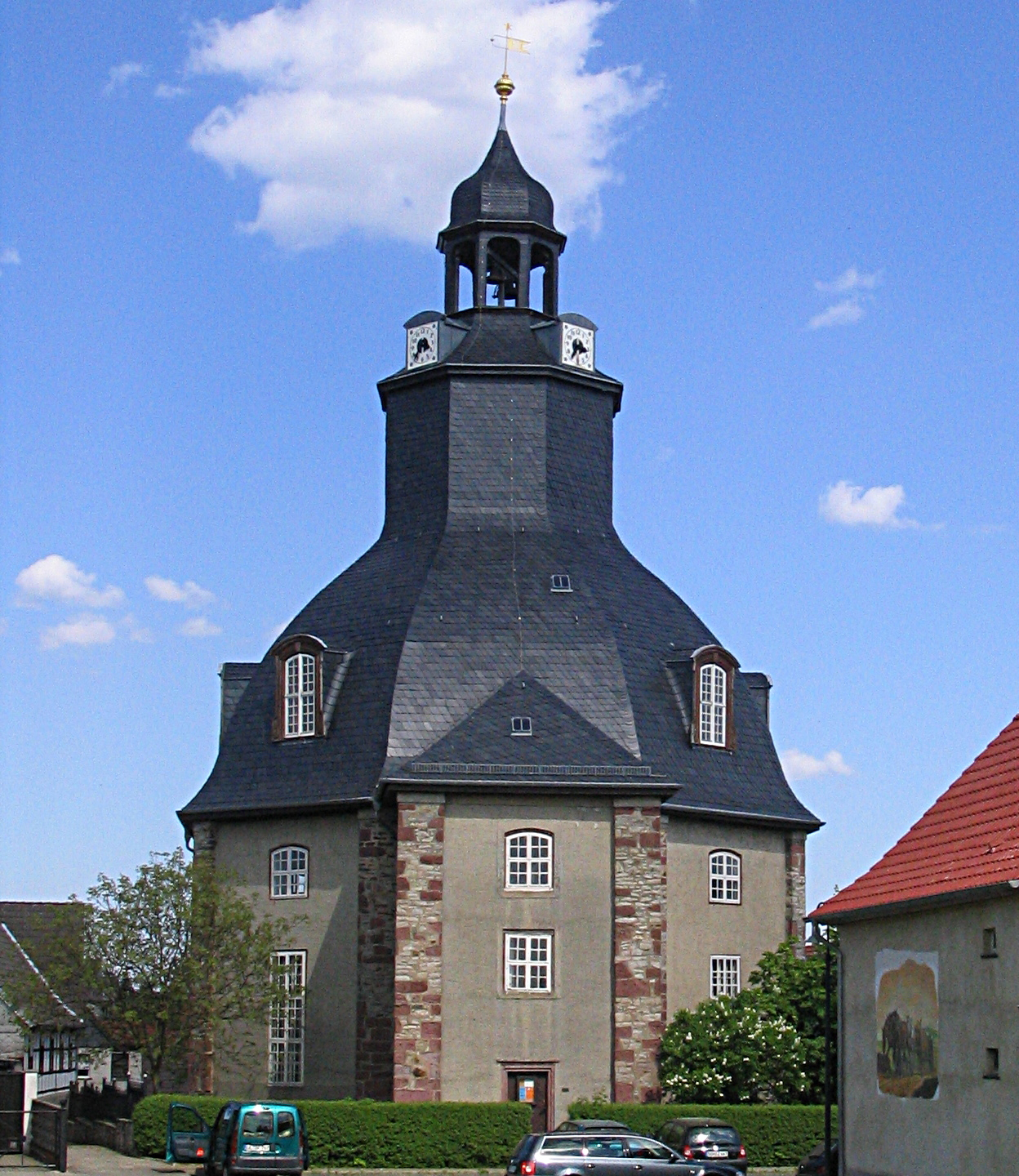
St. Cyriaci und Nicolai

Die evangelische Kirche St. Cyriaci und Nicolai steht in Schwenda, einem Ortsteil der Gemeinde Südharz im Landkreis Mansfeld-Südharz in Sachsen-Anhalt.  Sie gehört zum Pfarrbereich Stolberg im Kirchenkreis Eisleben-Sömmerda der Evangelischen Kirche in Mitteldeutschland.

## Geschichte
Die Hauptsehenswürdigkeit Schwendas, von den Bewohnern liebevoll die kleine Schwester der Dresdner Frauenkirche genannt, ist die nach Plänen des damals bereits nach Göttingen gegangenen gräflich-stolbergischen Kammer- und Bergrats Johann Friedrich Penther von 1736 bis 1738 gebaute Barockkirche St. Cyriaki und Nicolai.

### Vor der Reformation
Schwenda war bis 1305 ein Pfarrkirchdorf innerhalb der Grafschaft Hohnstein und wurde dann dem Kloster Ilfeld geschenkt, bis der Ort im ausgehenden 15. Jahrhundert an die Grafen zu Stolberg gelangte. Die Namensheiligen Cyriacus und Nikolaus deuten auf ein hohes Alter.

### Gründungslegende
Im 16. Jahrhundert kamen oft sogenannte Venediger in den Harz als Erz- und Mineraliensucher, um Lagerstätten zu erkunden. Heute wird davon ausgegangen, dass diese Venediger für die Glasherstellung in Murano auf der Suche nach Glasentfärbern sowie Glasfarben waren.
Der Legende nach verdankt die Kirche ihre Entstehung der Stiftung einer italienischen Adligen namens Mathilde Brilliperi aus Venedig. Im Jahr 1578 soll sie in Begleitung ihrer Eltern  auf dem Eselstreiberweg bei Schwenda durch den Harz gekommen sein, als die Reisegesellschaft in ein Gewitter geriet.
Durch Blitzschlag wurden alle bis auf die einjährige Mathilde getötet. Die Siegelringe der Toten trugen die Aufschrift Brilliperi. Mathilde wurde zum Pfarrer von Schwenda gebracht, der sie aufnahm und großzog. Zwölf Jahre später im Jahre 1590 reisten zwei Vettern auf der Suche nach der Familie erneut durch den Harz und fanden Mathilde beim Pfarrer Schaubius von Schwenda, der zum Beweis die Siegelringe vorlegte. Mathilde reiste zurück nach Italien. Weitere 63 Jahre später kamen in Schwenda Enkel der Gräfin Mathilde mit einer beträchtlichen Summe an. Mathilde hatte verfügt, dass am Ort ihrer Rettung eine Rundkirche von der Bauart des Petersdoms in Rom errichtet werden solle. Die einzige Bedingung war, dass der Eingang nach Süden gerichtet sein sollte.

## Kirchenbau
Wie die Dresdner Frauenkirche steht die Kirche im Innern auf acht tragenden Sandsteinpfeilern; sie tragen ein hölzernes Klostergewölbe. Einschließlich der zwei umlaufenden Emporen bietet die Kirche Sitzplätze für insgesamt 300 Personen. Die Außenhöhe beträgt 34 m, der Innendurchmesser 15 m.

## Ausstattung

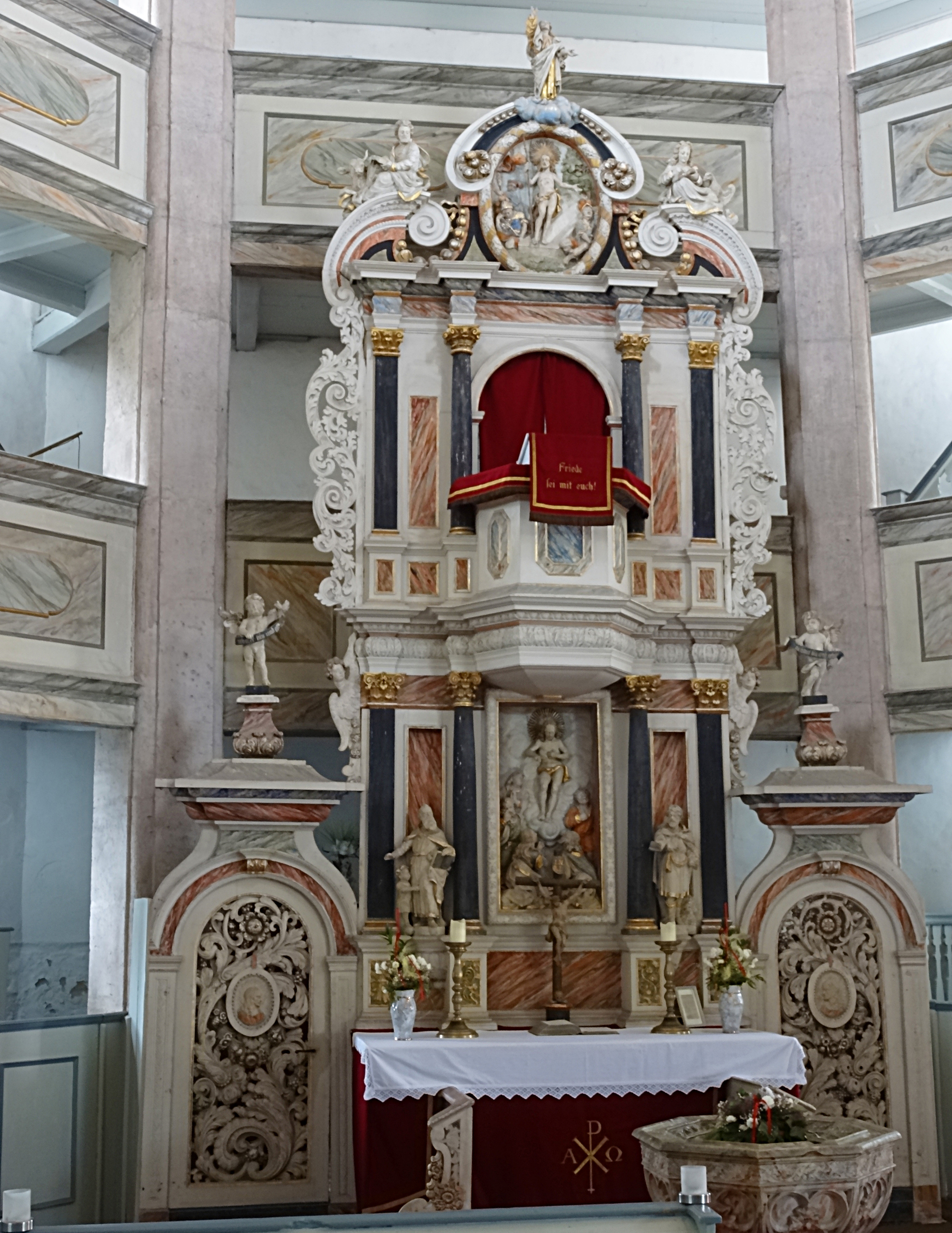
Kanzelaltar von 1695

Das Kuppelgewölbe mit der Deckenmalerei von Karl Völker (Halle/S.) aus dem Jahre 1938 zeigt das Gottesauge umgeben von den vier Evangelisten, den vier Erzengeln und den vier Jahreszeiten (als Sträuße dargestellt). Dazwischen befinden sich die Sternkreiszeichen. Der hölzerne barocke Kanzelaltar wurde 1695 vom Stolberger Meister Wilhelm Michaelis gefertigt.
Die Romantische Orgel mit 18 Registern, zwei Manualen und Pedal fertigte Julius Strobel aus Frankenhausen 1864 mit Prospektpfeifen einer alten Vorgängerorgel des Nordhäuser Meisters Heinrich Depée. Sie wurde 2005 restauriert von der Bernburger Orgelbaufirma Kapischke & Friedrich.

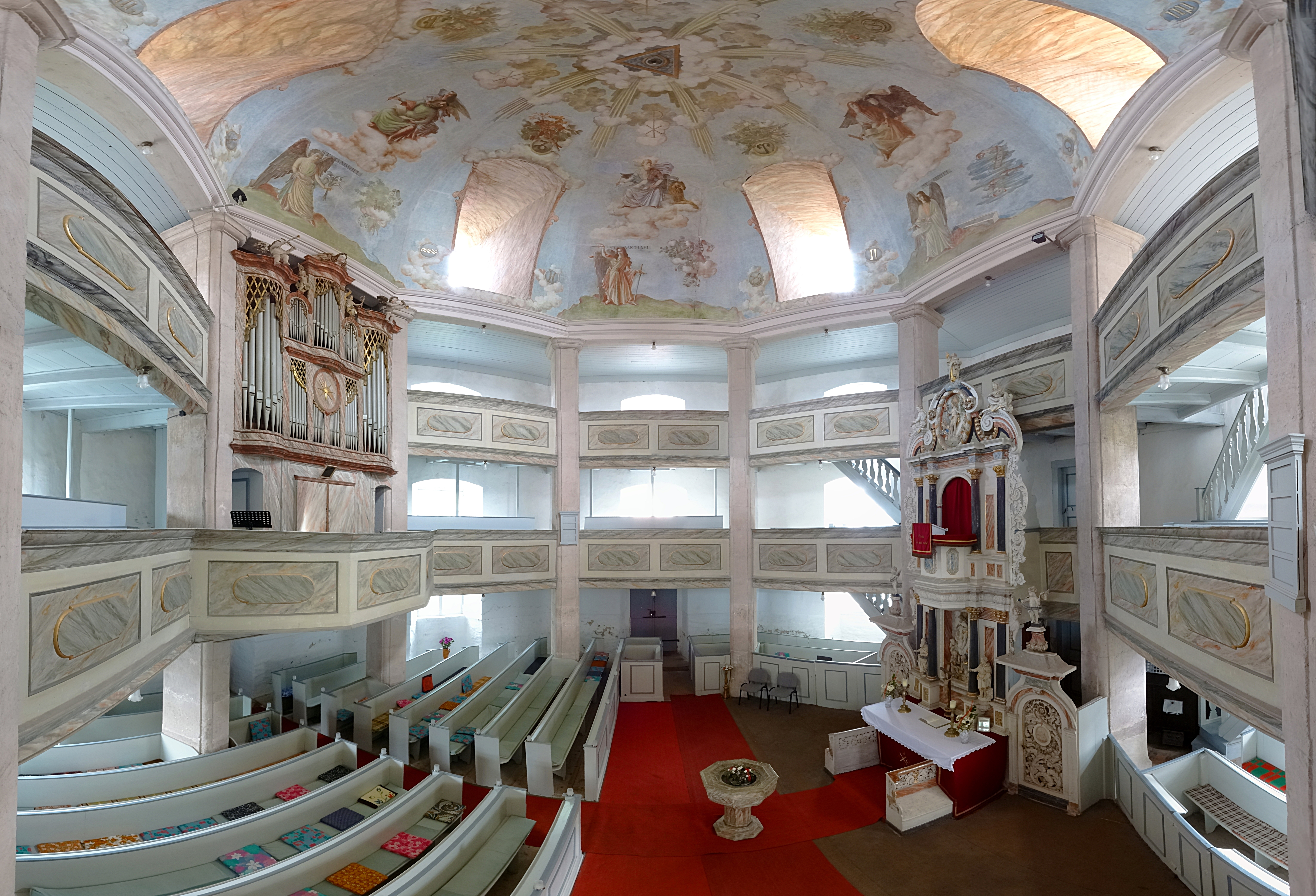
Innenraum-Panorama
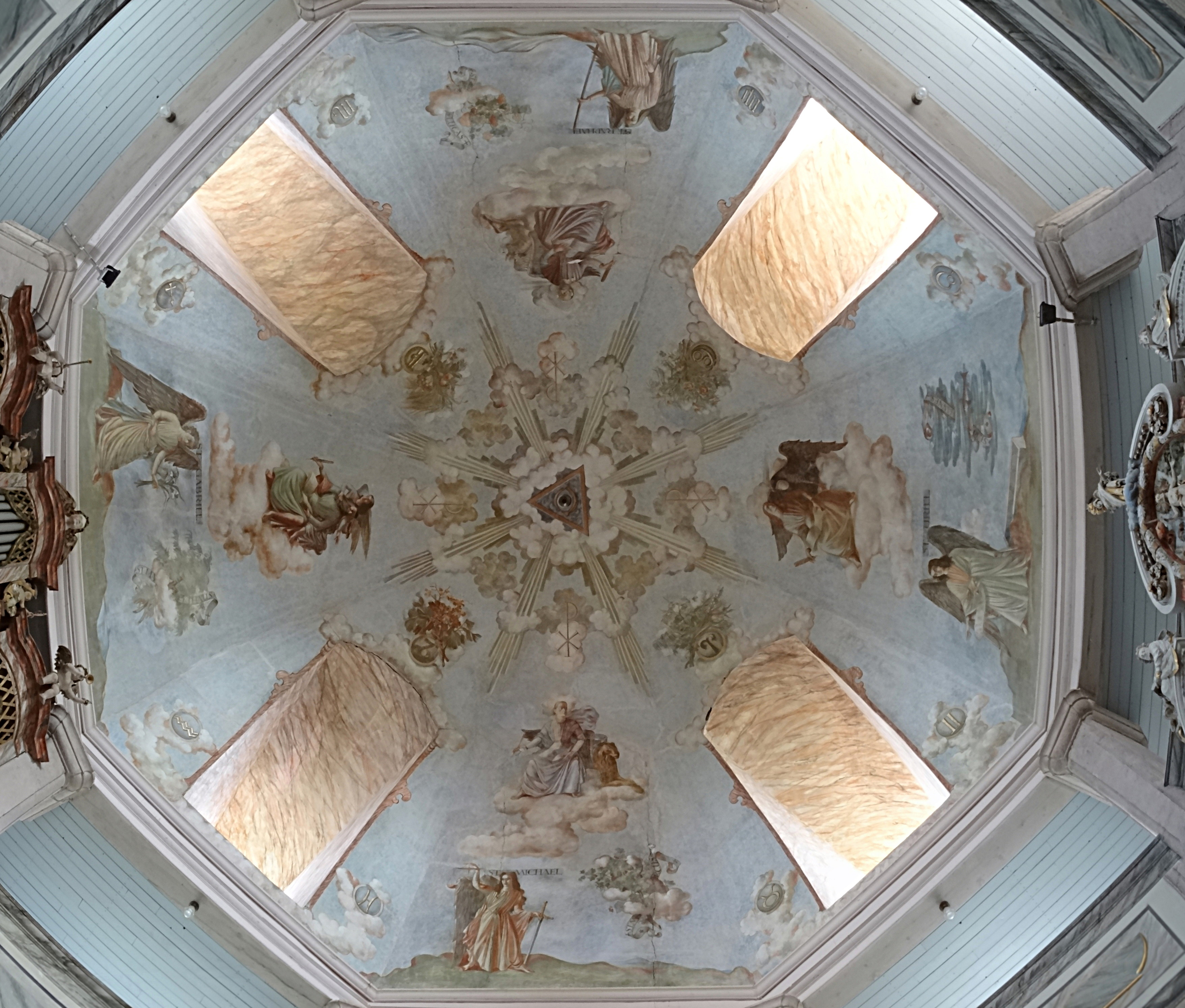
Deckengemälde von Karl Völker
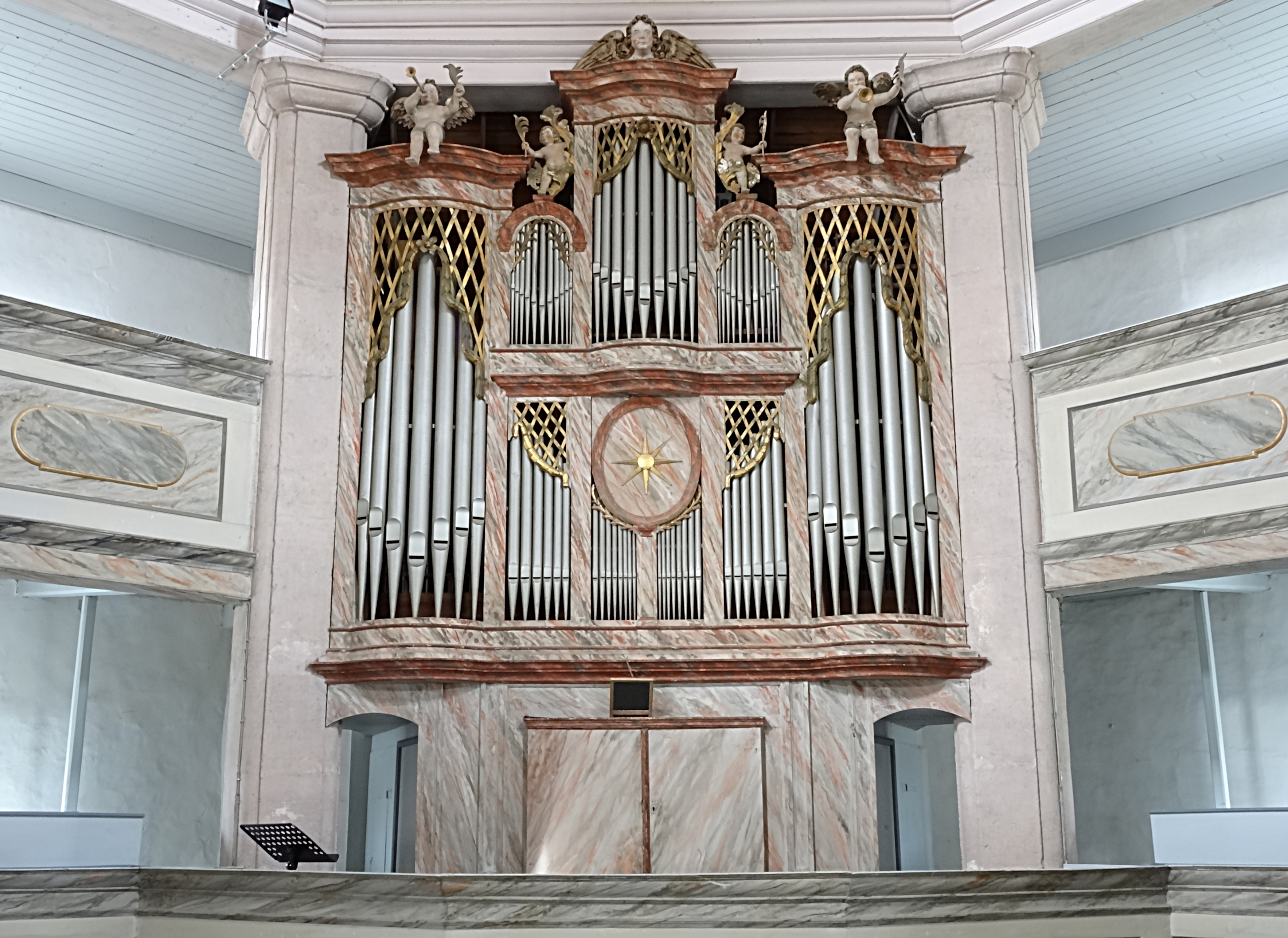
Strobel-Orgel